# Friedhelm Taube
Friedhelm Taube (* 1955 in Rehren) ist ein deutscher Agrarwissenschaftler.

## Leben und Wirken
Er studierte Agrarwissenschaften an der Christian-Albrechts-Universität zu Kiel (Diplomarbeit 1980: Einfluss unterschiedlicher N-Düngung auf die Saatqualität von Winterweizen und Wintergerste). Nach Promotion und Habilitation am Institut für Pflanzenbau und Pflanzenzüchtung lehrte er an der Fachhochschule Kiel. 1995 wurde er Professor an der Christian-Albrechts-Universität und Direktor des Instituts für Pflanzenbau und Pflanzenzüchtung. Seit 1997 ist er zudem wissenschaftlicher Leiter des Forschungsschwerpunktes „Ökologischer Landbau und extensive Landnutzungssysteme“. Von 2002 bis 2004 war er Dekan der Agrar- und Ernährungswissenschaftlichen Fakultät, 2006 bis 2008 Präsident der Deutschen Gesellschaft für Pflanzenbauwissenschaften. 2009 erhielt er den Wissenschaftspreis der Landeshauptstadt Kiel.
Friedhelm Taube lebt mit seiner Familie in Kirchbarkau.

## Schriften (Auswahl)
- Wachstumsanalytische Untersuchungen an Deutschem Weidelgras und Knaulgras im Vegetationsablauf unter besonderer Berücksichtigung des Schnittzeitpunktes im 1. Aufwuchs, OCLC 64256475 (zugleich Dissertation, Kiel 1986).
- mit Caroline Buchen-Tschiskale, Heinz Flessa, Christoph Essich, Roland Fuß, Björn Kemmann, Johannes Kühne, Søren Mejlstrup Jensen, Tobias Jorissen, Christof Kluß, Larissa Cordes, Torsten Müller, John Kormla Nyameasem, Hans-Werner Olfs, Guido Recke, Thorsten Reinsch, Reiner Ruser, Martin ten Huf, Reinhard Well und Mareike Zutz: Minderung von Ammoniak- und Treibhausgasemissionen und Optimierung der Stickstoffproduktivität durch innovative Techniken der Gülle- und Gärresteausbringung in wachsende Bestände (GülleBest). Braunschweig 2022.